# عشق نابینا است (مجموعه تلویزیونی)
عشق نابینا است (به انگلیسی: Love Is Blind) یک سریال تلویزیونی واقع‌نمای محصول نتفلیکس است که توسط کریس کوئلن است. این سریال اولین‌بار در ۱۳ فوریه ۲۰۲۰ به‌نمایش درآمد. این سریال یک آزمایش اجتماعی را  که در آن مردان و زنان مجرد به دنبال عشق می‌گردند و با یکدیگر نامزد می‌کنند. هر فصل این سریال شامل اپیزودهایی است که در ۳ یا ۴ هفته به نمایش درمی‌آید. این سریال بینندگان زیادی را به دست آورده و اکثراً نقدهای مثبت منتقدان را دریافت کرده است.

## تولید

### فیلمبرداری
فیلمبرداری از 17 مهر 1397 در آتلانتا ، جورجیا اتفاق افتاد و تا عروسی ها 38 روز به طول انجامید. این زوج در روز 27 مهر به صورت چهره به چهره ملاقات کردند. ده روز غلاف در استودیوی Pinewood Atlanta در فییتویل تیراندازی شد. پس از آن که زوج های تازه درگیر شده از غلاف خارج شدند ، فیلمبرداری در منطقه گرند ویلز ریویرا مایا در پلایا دل کارمن ، مکزیک اتفاق افتاد وقتی که همه زوج ها عقب نشینی کردند. روابطی که باعث عقب نشینی دریک مجتمع آپارتمانی در مکزیک شد ، با همدیگر حرکت می کنند. پس از عقب نشینی ، زوج ها به آتلانتا بازگشتند و به طیف ساختمان آپارتمان بهار ، در آنجا بقیه وقت فیلمبرداری را تا عروسی ها گذراندند. عروسی ها در دو فضای رویداد به نام های جلوه آتلانتا و املاک  در 24 آبان برگزار شد.

### رهایی
تریلر (عشق نابینا است) در تاریخ 10 بهمن سال 1398 منتشر شد. با تریلر ، اعلام شد که این سریال ده قسمت در یک برنامه سه هفته ای اکران می شود: پنج قسمت اول در 24 بهمن 1398 ، چهار نفر بعدی در 01 اسفند و فینال در 08 اسفند منتشر شد.
در تاریخ 07 اسفند 1398، نتفلیکس اعلام کرد که اتحاد ویژه در یوتیوب در تاریخ 15 اسفند در دسترس است.

### درگیریهای ناموجود
در مجموع هشت زوج در بین شرکت کنندگان درگیر شدند. علاوه بر شش زوج نمایش داده شده در این سری، زوج های وستلی بائر و لکسی ردپر و رووری نیبربو و دانیل دروین نیز درگیر این نمایش شدند. نیوبورو به مردم گفت: "در حالی که ما در حال آماده شدن برای سفر به مکزیک بودیم ، سریال های نمایش وارد شدند و گفتند:" سلام، ما انتظار داشتیم ممکن است یک یا دو [درگیری] داشته باشیم.نمایش هایی که قبلاً انجام داده ایم، هرگز چنین موفقیت بزرگی نداشته ایم. ما برای ساعت پنج آماده کردیم. سپس هشت درگیری داشتیم ، بنابراین مجبور شدیم افرادی را که می خواهیم دنبال کنیم انتخاب کنیم. تلفن هایمان را پس گرفتیم.آنها با لطفی که داشتن از ما تشکر کردند و گفتند: "با عرض پوزش، ما به اندازه کافی به همه روپوش نداریم ."
پس از مشغله در پوسته محافظ،بائر و پرشگر به مدت سه ماه قبل از شکسته شدن به تاریخ خود ادامه دادند. نیوبورو و دروین پس از درگیری یک هفته طولانی به میامی سفر کردند. آنها پس از بازگشت از سفر، از هم دور شدن و دروین تصمیم گرفت رابطه خود را با یکی دیگر از شرکت کنندگان در نمایش، مت توماس دنبال کند. بعداً توماس و دورین نیز از هم جدا شدند.

## پذیرایی
در تاریخ 9 اسفند ، روز بعد از پخش فینال ،(عشق نابینا است) برنامه گرایش شماره یک نتفلیکس  درست چند روز پس از آن شد که نتفلیکس لیست جدیدترین روند صدرنشینی خود را در تاریخ 5 اسفند در وب سایت خود معرفی کرد.
Tricia Crimmins از مشیبل پس از انتشار اولیه آنها در 24 بهمن ، پنج قسمت اول (عشق نابینا است) را مرور کرد. کریمینز با مقایسه آن با زن بی شوهر ، این سریال را " آزمایش واقعیت عجیب تلویزیون که شما اشتیاق داشتید" نامید. او اظهار می دارد که شما هرگز نمی‌دانید که زوج ها بعداً چه کاری انجام خواهند داد ، حتی به سمت محراب در عروسی ، این سریال را "بی ضرر ، سرگرم کننده و رضایت بخش" می کند.
لوسی مانگان از روزنامه گاردین از رتبه 2 از 5 ستاره به عشق نابینا است امتیاز داد و آن را سمی، خشن و تنفر وار، اما بسیار اعتیاد آور خواند. او می گوید که (عشق کور است) میخ نهایی در تابوت بشریت است. با این حال، از نظر واقعیت تلویزیون، اظهار داشت که این خوب است زیرا "از نارضایتی های عاطفی سوءاستفاده می کند، مقدسات را فریب می دهد، خصوصی را با ارزش و عمومی را بی ارزش می کند و آن را به رده های هوشیار تبدیل می کند." با وجود همه اینها، او نمایش را به عنوان یک واقعیت تلویزیونی، واقعیت شبیه به کارشناسی ، توصیه می کند .
کریستن بالدوین از سرگرمی هفتگی این سریال را "بسیار غم انگیز اما پرتحرک" خواند. وی با انتقاد از این سریال گفت: چهار قسمت اول در پوسته محافظ احساس جدید و تازه ای دارد ، اما به محض ورود زوج های درگیر به دنیای واقعی ، این حس فقط یکی دیگر از نمایش های واقعیت بد دوستی تلویزیونی است. بالدوین همچنین این امر را افسرده خواند و با استناد به اینکه داوطلبان همیشه می گفتند ، "اگر الان ازدواج نکنم ، هرگز نمی‌خواهم." به طور کلی ، بالدوین به عشق کور است رتبه C + .
در 05 فروردین 1399 ، عشق کور است برای یک فصل دوم و سوم تمدید شد.